# Liste de ponts du Nouveau-Brunswick

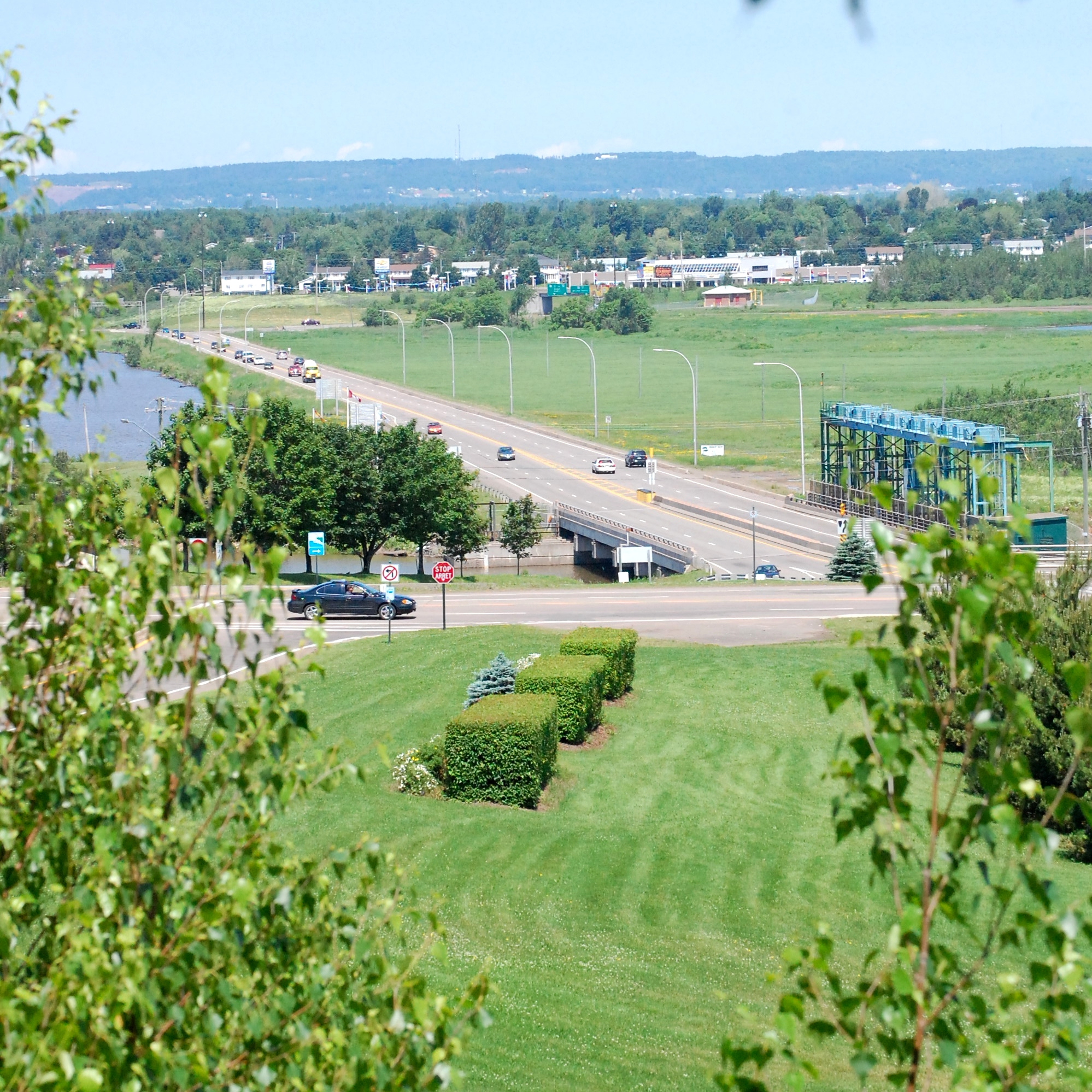
Le pont-jetée de la rivière Petitcodiac en 2008.

Voici une liste de ponts du Nouveau-Brunswick. Elle n'est pas exhaustive et n'est destinée qu'à répertorier les principaux.

## Liste

### Rivière Aboujagane
- Pont n°1 de la rivière Aboujagane
- Pont n°2 de la rivière Aboujagane

### Rivière Aroostook
- Pont n°1 de la rivière Aroostook
- Pont n°2 de la rivière Aroostook
- Pont n°3 de la rivière Aroostook

### Rivière Baie du Vin
- Pont n°1 de la rivière Baie du Vin

### Rivière Bartibogue
- Pont de Bartibogue

### Bassin de Bathurst
- Pont des Anciens combattants
- Pont de la rue Queen

### Rivière Bouctouche
- Pont n°1 de la rivière Bouctouche
- Pont n°2 de la rivière Bouctouche
- Pont n°3 de la rivière Bouctouche
- Pont n°4 de la rivière Bouctouche

### Petite rivière Bouctouche
- Pont n°1 de la Petite rivière Bouctouche
- Pont n°2 de la Petite rivière Bouctouche

### Rivière Canaan
- Pont n°1 de la rivière Canaan
- Pont n°2 de la rivière Canaan
- Ponts de l'île Coles
- Pont de la route 2 à Philippstown

### Rivière Caraquet
- Pont Rouge

### Rivière de Chute
- Pont de la route 2 sur la rivière de Chute

### Rivière Cocagne
- Pont n°1 de la rivière Cocagne
- Pont n°2 de la rivière Cocagne

### Rivière Digdeguash
- Pont n°1 de la rivière Digdeguash

### Rivière Eel (comté de Restigouche)
- Pont n°1 de la rivière Eel
- Pont n°2 de la rivière Eel

### Rivière Eel (comté d'York)
- Pont de Meductic
- Pont de la route 2 à Meductic

### Rivière du Grand-Tracadie
- Pont n°1 de la rivière du Grand-Tracadie
- Pont n°2 de la rivière du Grand-Tracadie

### Rivière Jemseg
- Pont n°1 de la rivière Jemseg
- Pont de la route 2 à Jemseg

### Ruisseau Kellys
- Pont n°1 du ruisseau Kellys

### Rivière Kouchibouguac (Beaubassin-Est)
- Pont n°1 de la rivière Kouchibouguac

### Rivière Kouchibouguacsis
- Pont de Saint-Louis-de-Kent
- Pont n°2 de la rivière Kouchibouguacsis

### Ruisseau Longs
- Pont n°1 du ruisseau Longs

### Détroit de Lubec
- Pont Franklin Delano Roosevelt

### Rivière Mascogne (Black)
- Pont n°1 de la rivière Mascogne

### Rivière Meduxnekeag
- Pont n°1 de la rivière Meduxnekeag
- Pont de Woodstock
- Pont n°3 de la rivière Meduxnekeag

### Fleuve Miramichi
- Pont du Centenaire
- Pont Morrissy
- Pont de Miramichi

### Rivière Miramichi Nord-Ouest
- Pont n°1 de la rivière Miramichi Sud-Ouest
- Pont n°2 de la rivière Miramichi Sud-Ouest
- Pont n°3 de la rivière Miramichi Sud-Ouest
- Pont n°4 de la rivière Miramichi Sud-Ouest

### Rivière Miramichi Sud-Ouest
- Pont n°1 de la rivière Miramichi Sud-Ouest
- Pont n°2 de la rivière Miramichi Sud-Ouest

### Havre de Miscou
- Pont de Miscou

### Rivière Nackawic
- Pont de Nackawic

### Rivière Nashwaak
- Pont de la rue Union
- Pont n°2 de la rivière Nashwaak
- Pont de Marysville
- Pont n°4 de la rivière Nashwaak

### Rivière Népisiguit
- Pont n°1 de la rivière Népisiguit
- Pont n°2 de la rivière Népisiguit
- Pont n°3 de la rivière Népisiguit

### Petite rivière Népisiguit et Moyenne rivière Népisiguit
- Pont de la route 11 sur la Petite rivière Népisiguit et la Moyenne rivière Népisiguit

### Détroit de Northumberland
- Pont de la Confédération

### Rivière Oromocto
- Pont n°1 de la rivière Oromocto
- Pont n°2 de la rivière Oromocto
- Pont n°3 de la rivière Oromocto

### Rivière du Petit-Tracadie
- Pont Snowball
- Pont n°2 de la rivière du Petit-Tracadie
- Pont Odilon

### Rivière Pokemouche
- Pont routier d'Inkerman
- Pont ferroviaire d'Inkerman
- Pont n°4 de la rivière Pokemouche

### Rivière Petitcodiac
- Pont de Gunningsville
- Pont-jetée de la rivière Petitcodiac

### Rivière Pokiok
- Pont n°3 de la rivière Pokiok

### Rivière Presqu'île
- Pont n°2 de la rivière Presqu'île

### Rivière Richibouctou
- Pont n°1 de la rivière Richibouctou
- Pont n°2 de la rivière Richibouctou

### Fleuve Ristigouche
- Pont J.C. Van Horne
- Pont Interprovincial
- Pont n°3 du fleuve Ristigouche

### Fleuve Sainte-Croix
- Pont international de la pointe Ferry
- Pont ferroviaire de Milltown
- Pont international de Milltown
- Pont de l'avenue Internationale
- Pont ferroviaire Upper Mills-Baring
- Pont ferroviaire Sainte-Croix–Vanceboro
- Pont Sainte-Croix–Vanceboro

### Fleuve Saint-Jean
- Pont du havre de Saint-Jean
- Pont des chutes réversibles
- Pont ferroviaire des chutes réversibles
- Pont n°4 du fleuve Saint-Jean
- Pont de Burton
- Pont Princesse-Margaret
- Pont ferroviaire de Fredericton
- Pont de la rue Carleton (démoli)
- Pont de la rue Westmorland
- Barrage de Mactaquac
- Pont de Hawkshaw
- Pont de Grafton
- Pont n°13 du fleuve Saint-Jean (partiellement démoli)
- Pont de Hartland
- Pont Hugh-John-Flemming
- Pont de Florenceville
- Pont de la route 130 à Florenceville
- Pont de Perth-Andover
- Pont ferroviaire de Perth-Andover (démoli)
- Pont Brooks
- Pont de Grand-Sault
- Pont ferroviaire de Grand-Sault
- Pont de la route 2 à Grand-Sault
- Pont Saint-Léonard–Van Buren
- Pont ferroviaire Saint-Léonard–Van Buren
- Conduits de vapeur et de pulpe d'Edmundston à Madawaska
- Pont Edmundston-Madawaska
- Pont Clair-Fort Kent

### Rivière Saint-Nicolas
- Pont n°1 de la rivière Saint-Nicolas

### Rivière Shédiac
- Pont n°1 de la rivière Shédiac
- Pont n°2 de la rivière Shédiac

### Baie de Shippagan
- Pont levant de Shippagan

### Rivière Shogomoc
- Pont n°1 de la rivière Shogomoc

### Rivière Tabusintac
- Pont de Tabusintac

### Rivière Tétagouche
- Pont n°1 de la rivière Tétagouche
- Pont n°2 de la rivière Tétagouche
- Pont n°3 de la rivière Tétagouche
- Pont n°4 de la rivière Tétagouche

### Rivière Tobique
- Pont n°1 de la rivière Tobique
- Pont d'Arthurette
- Pont n°3 de la rivière Tobique
- Pont n°4 de la rivière Tobique

### Rivière Upsalquitch
- Pont de Robinsonville

### Rivière Waweig
- Pont n°1 de la rivière Waweig
- Pont n°2 de la rivière Waweig